# You Found Me
You Found Me è un singolo del gruppo musicale statunitense The Fray, il primo estratto dal secondo album in studio The Fray e pubblicato il 21 novembre 2008.
La canzone fa da colonna sonora al promo della quinta stagione di Lost ed è stata utilizzata negli spot di molti film tra cui Ho cercato il tuo nome.

## La canzone
Inizialmente il brano era stato intitolato Amistad durante le prime esecuzioni dal vivo. Il gruppo ha pubblicato il brano in streaming sul proprio sito il 20 novembre 2008, ed è stato reso disponibile per il download digitale su iTunes negli Stati Uniti d'America, Canada, Regno Unito, Australia e Francia, mentre è entrato nella rotazione radiofonica da metà dicembre.

## Video musicale
Il videoclip prodotto per You Found Me è stato girato a Chicago dal regista Josh Forbes, ed ha debuttato su VH1 il 9 dicembre 2008.  Nel video, i membri del gruppo ricordano molto gli angeli di City of Angels.

## Tracce
CD promozionale
1. You Found Me (Radio Mix) – 4:04
2. You Found Me (Album Version) – 4:04

CD singolo
1. You Found Me
2. The Great Beyond (cover degli R.E.M.)

## Classifiche
| Classifica (2008)          | Posizione massima |
| -------------------------- | ----------------- |
| Australia                  | 1                 |
| Canada                     | 13                |
| Irlanda                    | 4                 |
| Nuova Zelanda              | 19                |
| Regno Unito                | 35                |
| Stati Uniti                | 8                 |
| Stati Uniti (adult top 40) | 4                 |
| Stati Uniti (pop 100)      | 11                |